# فکه جنوبی
فَکّه جنوبی یا آلفا تاج جنوبی یک ستاره است که در صورت فلکی تاج جنوبی قرار دارد.
نام فکه (شکسته) به معنی «حلقه شکسته ستارگان» است.